# کورتیس ایکس‌بی‌تی‌سی
کورتیس ایکس‌بی‌تی‌سی (به انگلیسی: Curtiss_XBTC) یک هواگرد ملخ‌پیشین تک‌موتوره از نوع تهاجمی ساخت شرکت Curtiss Aeroplane and Motor Company است. هواگرد کورتیس ایکس‌بی‌تی‌سی نخستین پروازش را در ژانویه ۱۹۴۵ میلادی انجام داد. در مجموع، تعداد ۲ فروند از این هواگرد ساخته شده‌است.